# 柑橘醬

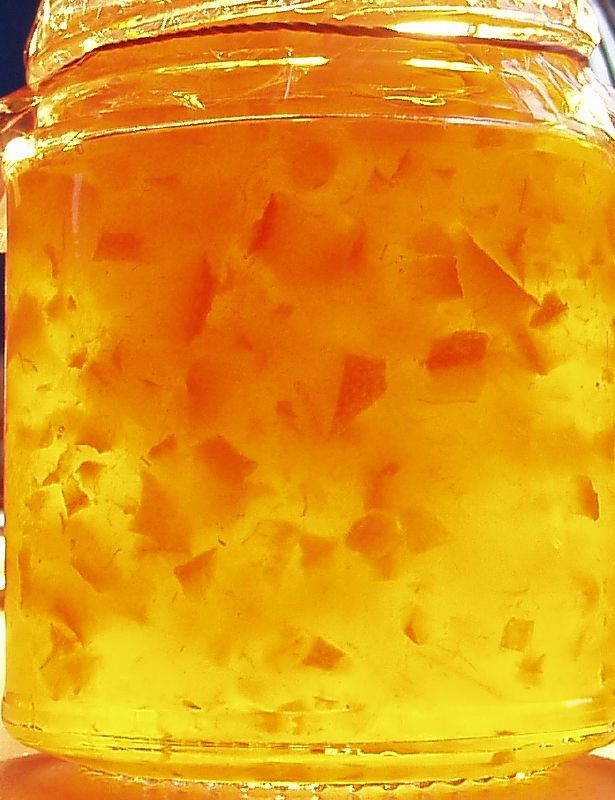
一瓶帶果粒的塞維利亞柑橘醬。

柑橘醬（Marmalade）是把柑橘屬植物削下的果皮、果汁、糖和水，按適當比例混合並慢慢煮至水分收乾而製成的一種果醬。適合的柑橘屬植物包括檸檬 、甌柑、橙、青檸、萊姆、葡萄柚、柚子、橘子等等。

## 名字

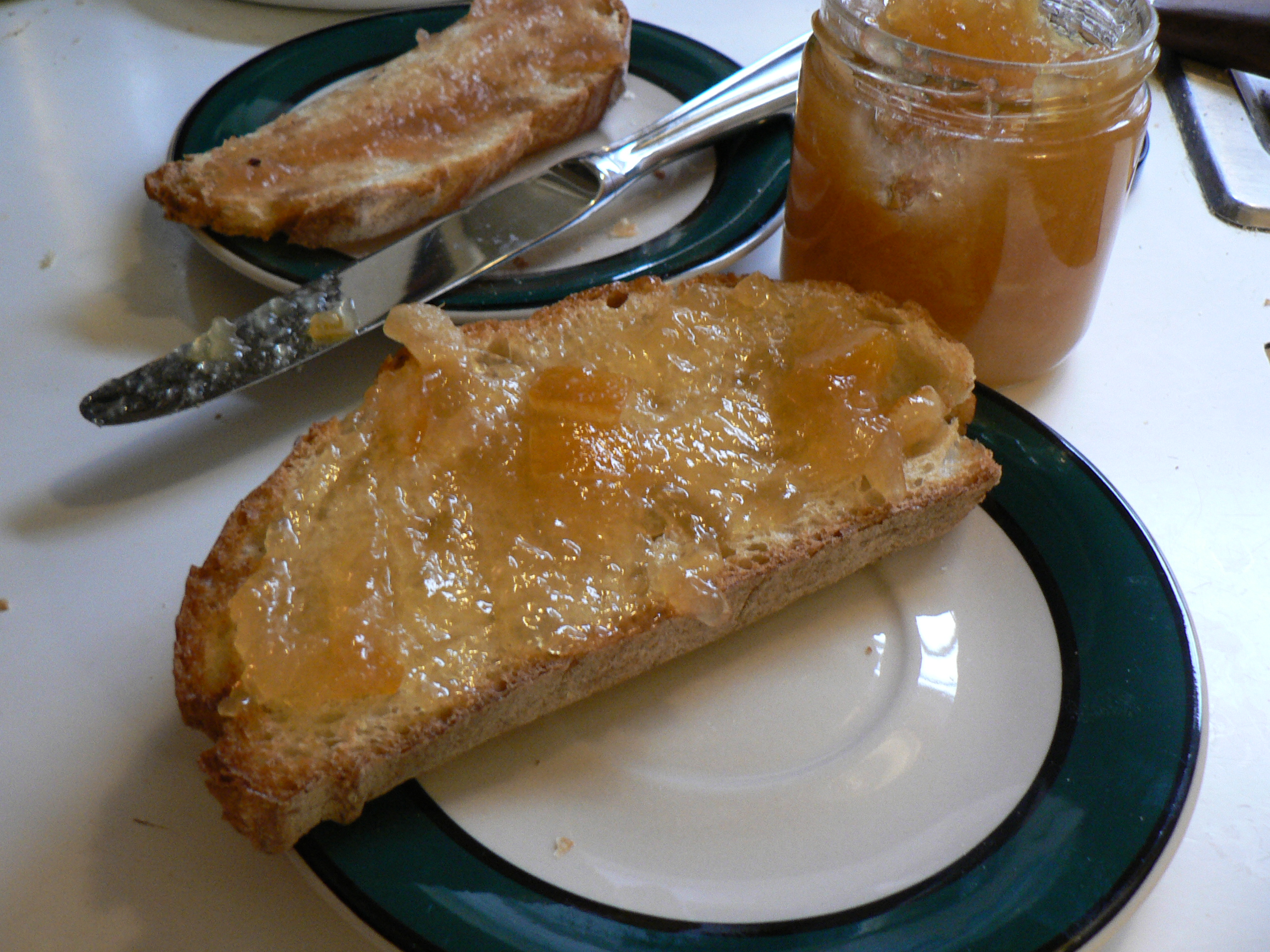
在麵包上的橘子醬

根據牛津英語詞典的記載，英語出現橘子醬的名稱Marmalade是於1480年左右，借用自法語的Marmelade，以及葡萄牙語中的Marmelada。而按照
葡萄牙當地的詞典Dicionário Etimológico da Língua Portuguesa，記載Marmelada一詞的最古舊文獻是劇作家Gil Vicente一部寫於1521年，名為《Comédia de Rubena》的作品：
...Temos tanta marmelada
Que minha mãe vai me dar um pouco...
同時間，Marmelada一字屬於另一詞語Marmelo的變化形。Marmelo在當地的意思是榲桲，而Marmelada則是由榲桲加工製成的果醬。
最後，Marmelo一詞又可追溯至拉丁文，直譯是「蜜糖蘋果」（μελίμηλον，melímēlon，Honey Apple）。在古希臘，這其實包含各種球狀水果。
Marmalade這一字詞在其他語言，如西班牙語和意大利語當中，亦涵蓋了所有水果類的果醬製品。

## 來源及應用

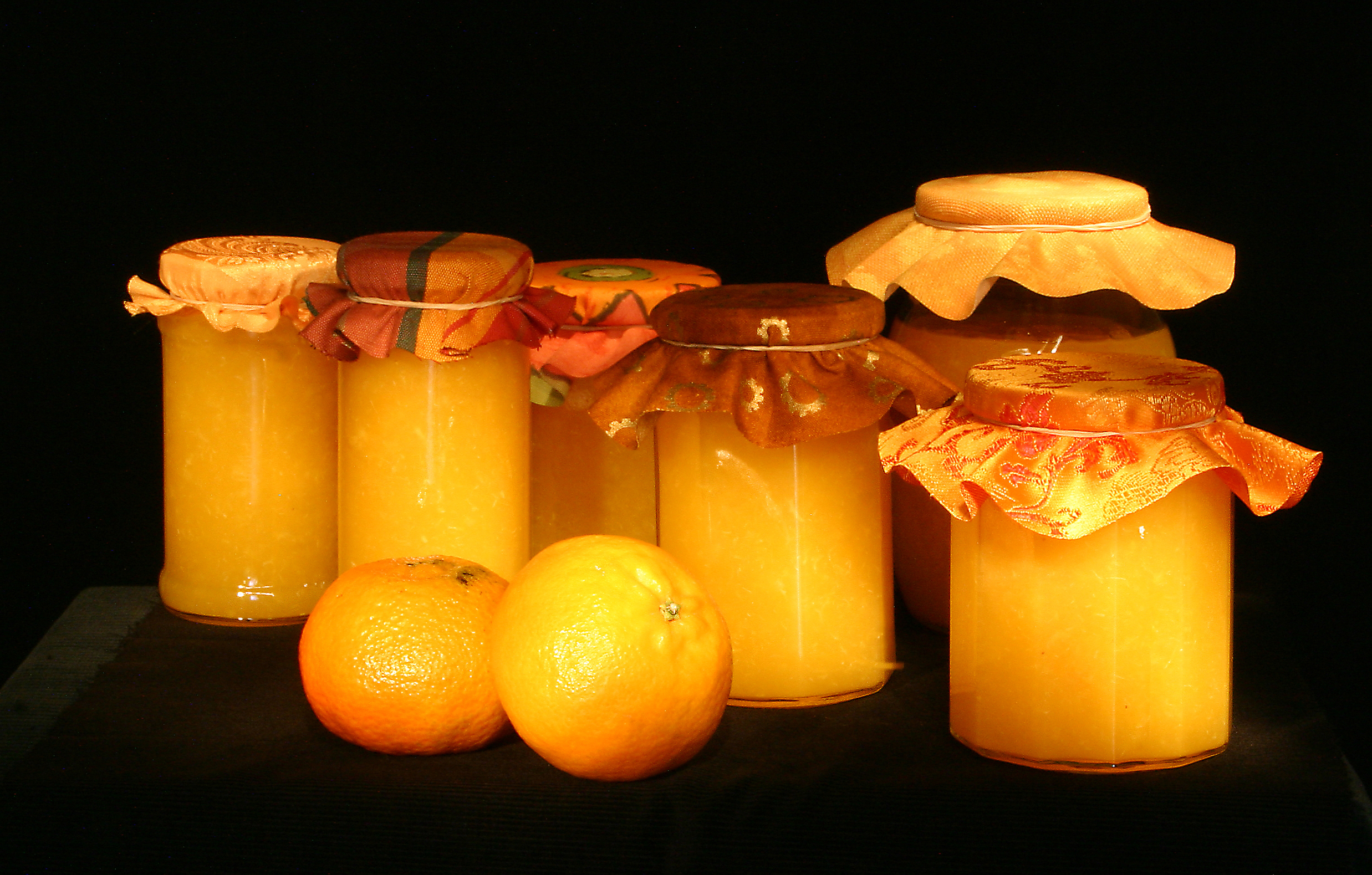
橘子醬瓶

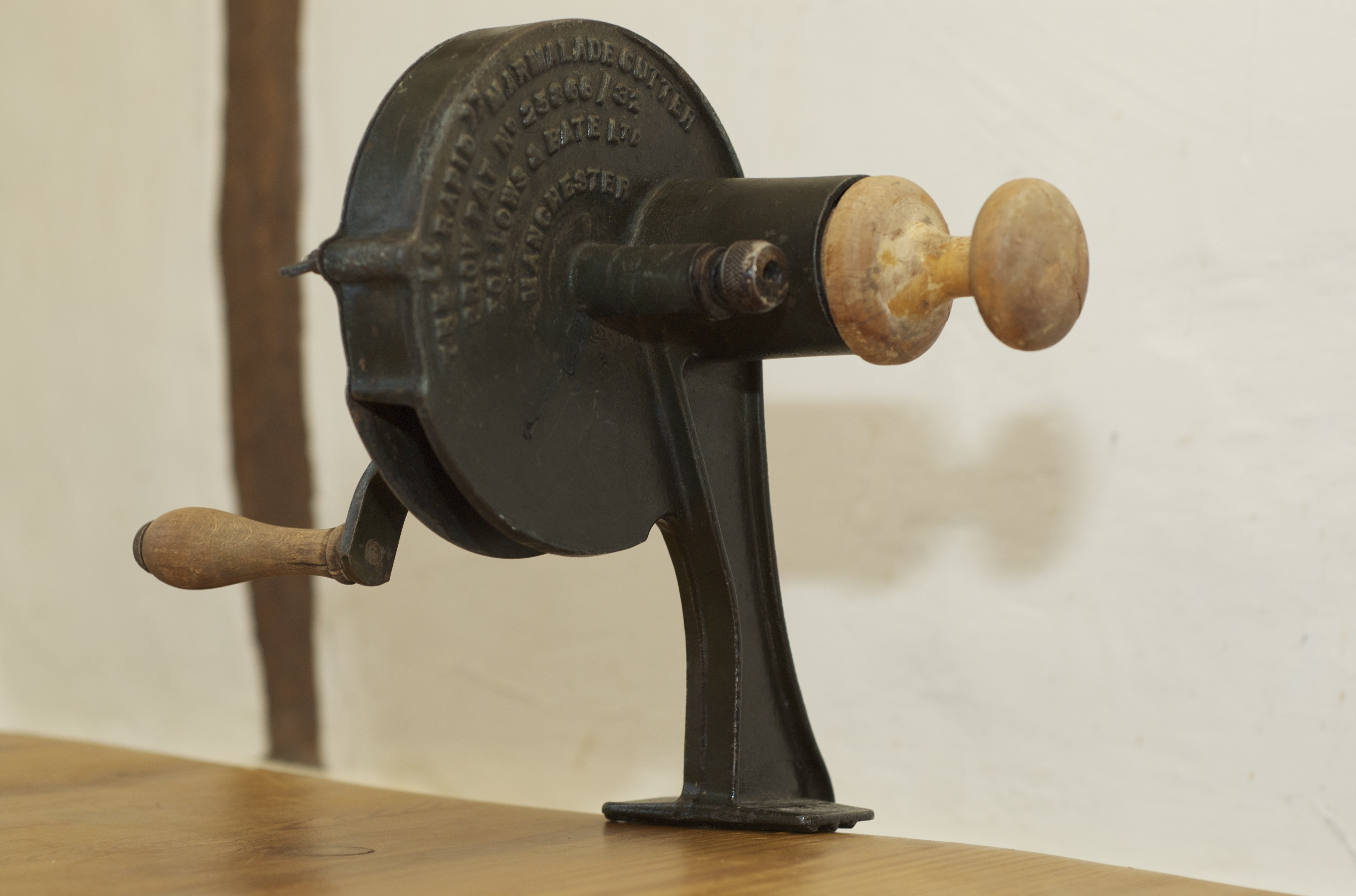
古時的柑橘屬植物切割器，把柑橘屬植物切成小塊後放進橘子醬當中

在古希臘，當地出產的榲桲和相關水果對一般人來說是過份濃縮、澀味過重。為此，他們把那些水果加入蜜糖中慢慢煮熟，成為一種帶有甜酸味道、類似果凍的物體。後來的羅馬人亦從古希臘中學懂這種製作方法。儘管他們並未知道，造成這結果的原因是在於相關植物包含果膠。一本名為《Apicius》的羅馬烹飪書，就記載了把整個榲桲水果連帶果葉和果柄，連同蜜糖一同輔助稀釋的機器中，方能做成「羅馬橘子醬」。隨後到拜占庭帝國時代，君士坦丁七世的儀式書中提及製作橘子醬的材料不再限於榲桲，還會加入檸檬、玫瑰、蘋果、李和西洋梨等等，提出頗多的可能性。
中世紀時期，榲桲製橘子醬以法語「cotignac」命名，分有已隔渣和未隔渣版本。這些果醬口味一度在16世紀逐漸消失，直至17世紀才由弗朗索瓦·皮埃爾·德拉瓦雷納重新推出食譜，但味道已經變了不少。同時間，橘子醬輾轉傳到了英國，其名稱的意思亦不停改變，最終定義為任何柑橘屬植物製成的果醬，並成為當地普羅大眾經常吃到的食物。這普及亦促成現代歐盟在橘子醬英文——Marmalade一詞上跟隨英國的定義，不容許其他國家把所有水果果醬都稱作Marmalade或類近詞語。

## 世界各地

### 英國
英國柑橘醬多用產自西班牙的苦橙。苦橙之果膠含量較甜橙豐富；而果皮的苦香也造就了一種特殊風味。
而在蘇格蘭鄧迪市，橘子醬的製作特別源遠流長。1797年，一位名為James Keiller的男人和他的母親在河口開了一間小商店，以售賣糖果和果醬為主。後來，他們正式開了一間工廠製作「鄧迪橘子醬」。果醬內裡混合了相當大片的苦橙果皮，意外地受到大眾歡迎。不過，Keiller一家曾因訛稱橙橘子醬是由他們發明，而導致聲譽受損。實際上，橙橘子醬在英國出現可以追溯至詹姆士·包斯威爾於1777年4月27日寫給塞繆爾·約翰遜的信件，當中提及「我的妻子用橙製了一些橘子醬給你。」（My wife has made marmalade of oranges for you）。

### 葡萄牙
根據文獻記載，亨利八世於1524年曾收到來自葡萄牙的榲桲製橘子醬，在現時的南歐地區仍有製作。源自葡萄牙的證明出自當時一位名為William Grett的人，於1534年5月12日獻給英國皇室成員Lord Lisle的信和禮物。信中就提及「我剛剛向領主你奉上一盒橘子醬，另一盒則獻奉給我尊敬的女士，你的妻子。」（I have sent to your lordship a box of marmaladoo, and another unto my good lady your wife.）這被指是葡萄牙橘子醬傳入英國的契機。

### 法國
法國有一個字詞變形的傳說，指當地橘子醬的名稱是來自一句「Ma'am est malade」（法語意指夫人病了）。相傳蘇格蘭瑪麗一世從法國搭乘上航船歸國時，她要用到法國廚師準備的糖混榲桲來解決半途暈船浪的問題。亦有性質大致相同的故事是以瑪麗·安托瓦內特為主角。

### 美國
在加利福尼亞州，橘子醬是用一般甜橙的果皮製成，比英國製品少了一層苦澀。
美國密碼學專家Lambros D. Callimahos是一位相當喜歡橘子醬的人，尤其是鄧迪橘子醬。就連他和學生進行密碼學工作的一個非官方研究組織，都因此而起名為「鄧迪學會」。

## 延伸閱讀
- Allen, Brigid (1989). Cooper's Oxford: A history of Frank Cooper Limited.
- Mathew, W. M.. Keiller's Of Dundee: The Rise of the Marmalade Dynasty 1800-1879.
- Mathew, W. M.. The Secret History of Guernsey Marmalade.
- Wilson, C. Anne (1985). The Book of Marmalade: its antecedents, its history and its rôle in the world today together with a collection of recipes for marmalades & marmalade cookery. Constable. ISBN 0094656703.

## 外部連結
- Making the most of marmalade － BBC 橘子醬食譜 Archive.today的存檔，存档日期2012-07-21
- Evil Mad Scientist Laboratories. 簡易版橘子醬食譜 （页面存档备份，存于）